# Sông đón trăng lên
Sông đón trăng lên (tiếng Hàn: 달이 뜨는 강; Romaja: Dari tteuneun gang; tên quốc tế: River Where the Moon Rises) là một bộ phim truyền hình Hàn Quốc lên sóng năm 2021 với sự tham gia của Kim So-hyun, Na In-woo (ban đầu do Kim Ji-soo thủ vai nhưng bị thay thế từ tập 7), Lee Ji-hoon và Choi Yu-hwa. Bộ phim dựa trên cuốn tiểu thuyết nổi tiếng năm 2010 Công chúa Pyeong Gang (평강공주) của nhà văn, đạo diễn kiêm biên kịch Choi Sagyu. Phim dự kiến được phát sóng trên đài KBS2 từ ngày 15 tháng 2 năm 2021 vào các tối thứ Hai và thứ Ba, ngay sau khi bộ phim Royal Secret Agent kết thúc.
Bộ phim cũng được phát sóng trực tuyến độc quyền trên Viu, nền tảng phát video OTT toàn khu vực của Viu International Limited.

## Nội dung
Bộ phim kể về câu chuyện tình yêu giữa nàng Công chúa Pyeong Gang và chàng tướng quân On Dal, hai nhân vật trong câu chuyện dân gian kinh điển thời Cao Câu Ly. Công chúa Pyeong Gang (Kim So-hyun) là con gái Bình Nguyên Vương (Pyeong Won) - vị quốc vương thứ 26 của Cao Câu Ly, một trong ba vương quốc thời Tam Quốc Triều Tiên.
Sinh ra là một công chúa nhưng được nuôi dạy như một người lính, Pyeong Gang (Kim So-hyun) có ước mơ và tham vọng mạnh mẽ muốn tái lập địa vị của Cao Câu Ly và trở thành vị nữ Thái vương (Quốc vương) đầu tiên. Bằng sự thông minh và chu đáo, Pyeong Gang đã lên kế hoạch tỉ mỉ để biến ước mơ của mình thành hiện thực, thậm chí lợi dụng tình cảm của On Dal (Kim Ji-soo, về sau là Na In-woo) để phục vụ cho mục đích của mình.
Trái ngược với Pyeong Gang đầy tham vọng, On Dal lại là một người đàn ông ôn hòa với mục đích duy nhất là sống hòa hợp với những người xung quanh. Vì đem lòng yêu Pyeong Gang, On Dal sẵn sàng từ bỏ cuộc sống của bản thân để bảo vệ cô. Cuộc chiến giành lấy ngai vàng ngày càng trở nên khó khăn và có thể sẽ khiến Pyeong Gang phải trả giá đắt.

## Diễn viên

### Vai chính
| Diễn viên                                                 | Nhân vật                                                                                 | Ghi chú |
| Kim So-hyun - Heo Jung-eun - Jung Yoon-ha                 | Công chúa Pyeong Gang / Yeom Ga-jin - Pyeong Gang thời niên thiếu - Pyeong Gang thời nhỏ | Công chúa, con gái của Quốc vương Pyeong Won (Bình Nguyên Vương), sinh ra với thân phận của một công chúa, do vướng phải âm mưu của Gowon Pyo muốn ám hại vương hậu khi cả 2 vi hành đến vùng đất của tộc Soonno, tại đây cô đã gặp được On Dal khi cậu còn nhỏ và cả 2 cùng nhau bỏ trốn khỏi tộc Soonno khi quân của Gowon Pyo đến, sau khi họ thất lạc nhau, cô lưu lạc 8 năm và được nuôi dạy như một sát thủ do mất ký ức; có tham vọng mạnh mẽ trở thành vị nữ Thái vương đầu tiên của Cao Câu Ly. Mẹ của Pyeong Gang đã qua đời 8 năm trước, vốn là vị vương hậu mang dòng máu quý tộc thực thụ, chính thất của vua Pyeong Won, luôn tận tụy vì người dân cho đến khi qua đời do âm mưu của Gowon Pyo. |
| Kim Ji-soo (tập 1-6) Na In-woo (tập 7-10) - Seo Dong-hyun | On Dal - On Dal thời nhỏ                                                                 | Con trai của Tướng quân On Hyeop thuộc tộc Soonno, một chàng trai hiền lành, trong sáng, yêu thích cuộc sống êm đềm. Tuy nhiên vì tình yêu với Công chúa Pyeong Gang, anh đi ngược lại nguyên tắc của mình để bảo vệ người mình yêu. Sau này trở thành vị tướng quân vĩ đại của Cao Câu Ly. |
| Lee Ji-hoon - Park Min-sang                               | Go Geon - Go Geon thời nhỏ                                                               | Vị tướng quân vĩ đại của Cao Câu Ly. Là con trai trưởng của Gowon Pyo - tộc trưởng bộ tộc Quế Lâu (Gyeru). Luôn khao khát giành lấy trái tim của Pyeong Gang. Từng là thầy dạy võ cho công chúa khi cô còn nhỏ. |
| Choi Yu-hwa                                               | Hae Mo Yong                                                                              | Con gái nuôi của Hae Ji-wol, là một người phụ nữ luôn muốn nắm quyền kiểm soát Cao Câu Ly. Cô đã đem lòng yêu Go Geon. |

### Vai phụ

#### Vương phủ
| Diễn viên      | Nhân vật                                  | Ghi chú |
| Kim Pub-rae    | Quốc vương Pyeong Won (Bình Nguyên Vương) | Vốn là một vị vua nhân từ, hào hiệp. Tuy nhiên, dưới sức ép tranh giành quyền lực từ phía quan lại trong triều, ông dần trở nên đa nghi và nhạy cảm, chăm chăm bảo vệ ngôi báu của mình. Kể từ đó, ông trở thành con bài trong bàn cờ chính trị của Gowon Pyo.                                                                  |
| Kim Jung-young | Phu nhân Gong-son                         | Nhũ mẫu của công chúa Pyeong Gang. Sau khi Pyeong Gang biến mất vào 8 năm trước, bà một mình trông coi Ngọc Lan cung (cung Gongju) - nơi công chúa Pyeong Gang từng ở, và luôn hy vọng rằng một ngày nào đó cô sẽ sống sót trở lại. Sau khi Pyeong Gang quay về, bà trở thành người trung thành luôn theo sát cô như hình bóng. |
| Son Woo-hyuk   | Thái giám                                 | Thái giám thân tín của vua Pyeong Won, đứng đầu các nội quan. Sau trở thành nội gián chuyên báo cáo nội tình của vương thất cho Gowon Pyo. |
| Ahn Shin-woo   | Kim Pyeong-ji                             | Bằng hữu của vua Pyeong Won, cận thần của Cao Câu Ly. Sinh ra trong một gia đình bình dân thuộc tộc Sono, không tài sản, không người thân, không ai quan tâm đến ông ta. Nhờ vậy mà ông được vua Pyeong Won tín nhiệm. |
| Wang Bit-na    | Trần Phi                                  | Kế phi của vua Pyeong Won, nhờ vào nhan sắc và vóc dáng mà chiếm được trái tim của nhà vua. Để có thể đánh bại Thái tử Won và đưa con trai mình là Vương tử Gunmoo lên ngai vàng, bà có thể làm tất cả mọi thứ. |
| Ki Eun-se      | Huyền Phi                                 | Vương phi của vua Pyeong Won. Là một nữ nhân điển hình xuất thân từ gia đình quý tộc, vì tính cách tọc mạch và thích nói nhảm nên thường vô tình gây ra nhiều rắc rối. |
| Park Sang-hoon | Thái tử Go Won                            | Em trai của công chúa Pyeong Gang. |

#### Bộ tộc Soonno (bộ tộc Thuận Nô)
| Diễn viên       | Nhân vật            | Ghi chú |
| Kang Ha-neul    | Tướng quân On Hyeop | Cha của On Dal, thủ lĩnh Bộ tộc Soonno. Là một nhà lãnh đạo trung thành, luôn có trách nhiệm với đất nước và người dân. Vì sự nghĩa khí của mình, ông là vị tướng được người dân hết mực tôn kính, ủng hộ và hết lòng trung thành. |
| Hwang Young-hee | Phu nhân Sa         | Nhũ mẫu của On Dal. Là một người phụ nữ theo chủ nghĩa phi bạo lực, biết thấu hiểu và trân trọng mạng sống của người khác. Bà có ảnh hưởng lớn tới niềm tin và lý tưởng của On Dal.                                                |
| Jung Dong-geun  | Il-yeong            | Tướng sĩ đi theo bảo vệ Go Geon. |
| Jung Wook       | Sa Woon-am          | Thuộc tướng cũ của tướng quân On Hyeop, trưởng lão của bộ tộc Soonno. |
| Kim Dong-young  | Sa Bong-gye         | Con trai của Sa Woon-am, bạn từ thời thơ ấu và cùng chiến đấu của On Dal. |
| Oh Ah-rin       | Wol-i               | Xuất thân là người tị nạn từ nước Bách Tế, đang sống tại thôn Gwisin (thôn Quỷ Cốc). Cô đem lòng yêu thầm On Dal. |
| Lee Chang-san   | Seok Gu             | |
| Won Woo         | Pil Gu              | |
| Yoon Ah-jeong   | Hong Mae            | |

#### Bộ tộc Gyeru (bộ tộc Quế Lâu)
| Diễn viên     | Nhân vật      | Ghi chú |
| Lee Hae-young | Gowon Pyo     | Một kẻ quý tộc xảo quyệt và nham hiểm, tự gây dựng hình ảnh cho mình từ khả năng diễn thuyết xuất sắc. Hắn luôn giữ tham vọng lật đổ vua Pyeong Won và giành lấy ngai vàng cho tộc Gyeru. |
| Yoon Joo-man  | Ko Sang-cheol | Cánh tay phải của Gowon Pyo. |

#### Bộ tộc Sono (bộ tộc Tiêu Nô)
| Diễn viên     | Nhân vật   | Ghi chú                                            |
| Jung In-gyeom | Hae Ji-wol | Một trong những người quyền lực nhất ở Cao Câu Ly. |

#### Cheonju phòng (Thiên chủ phòng)
| Diễn viên      | Nhân vật     | Ghi chú |
| Han Jae-young  | Doo Joon-seo | Giỏi chú thuật và thần điểm, là pháp sư của vương thất, chuyên dự đoán điềm lành - họa ở Cao Câu Ly. |
| Ryu Ui-hyun    | Tarasan      | Anh sinh đôi với Tarajin, là sát thủ của Thiên chủ Phòng, bằng hữu của Công chúa Pyeong Gang. Có tính cách hay nói nhiều nhưng vụng về.                                                                                |
| Kim Hee-jung   | Tarajin      | Em gái sinh đôi với Tarasan, là sát thủ của Thiên chủ Phòng, bằng hữu của Công chúa Pyeong Gang. Tarajin cùng sống với người anh em song sinh Tarasan ở Dorim-hyang, nơi tập trung những người Cao Câu Ly bị ruồng bỏ. |
| Moon Jin-seung | Ma Tae-mo    | Sát thủ của Thiên chủ phòng cùng với Công chúa Pyeong Gang, là một sát thủ tàn nhẫn không có lòng trắc ẩn, luôn trung thành với Doo Joon-seo và chấp nhận là cái bóng của Yeom Ga-jin.                                 |
| Jung Eun-pyo   | Yeom Deuk    | Cha của Yeom Ga-jin. |

### Khách mời
- Jasper Cho vai Wol Gwang

## Sản xuất

### Phát triển
Tựa đề ban đầu của bộ phim là Cut to the Heart (tiếng Hàn: 마음에 베이다; Romaja: IMaeume beida).
Bộ phim dựa theo tiểu thuyết cùng tên Công chúa Pyeong Gang của Choi Sagyu. Cuốn tiểu thuyết lột tả một góc nhìn khác về Công chúa Pyeong Gang với tư cách là một nhà lãnh đạo xuất sắc đối với đất nước và người dân, phá vỡ hình ảnh một công chúa, một người vợ mềm yếu trong câu truyện dân gian Cao Câu Ly Pyeong Gang và Ondal. Nhà văn Choi Sagyu mất 25 năm để hoàn thành cuốn tiểu thuyết. Bộ phim được đạo diễn bởi Yoon Sangho, nổi tiếng với các tác phẩm Sư Nhâm Đường, Nhật ký Ánh sáng, Different Dreams, Kingmaker: The Change of Destiny và được viết bởi Han Ji-hoon, biên kịch của các bộ phim Time Between Dog and Wolf, Temptation and Woman of 9.9 Billion. Bộ phim do Victory Contents sản xuất.
Ngày 27 tháng 1 năm 2021, nền tảng video trực tuyến Viu đã công bố River Where the Moon Rises sẽ là loạt tác phẩm gốc mới nhất được chiếu trên Viu. Virginia Lim, giám đốc nội dung của Viu nhận xét: "Với một kịch bản đặc biệt và những tài năng tuyệt vời, bạn sẽ không thể bỏ qua bộ phim này."

### Lựa chọn diễn viên
Victory Contents đã tổ chức buổi tuyển chọn diễn viên công khai cho bộ phim từ ngày 3 đến ngày 4 tháng 8 với lịch trình sản xuất dự kiến là vào nửa cuối năm 2020. Các nam nữ diễn viên phải đáp ứng yêu cầu sinh từ năm 1987 đến 2005, có kỹ năng võ thuật và thể thao hoặc có kinh nghiệm đóng phim truyền hình, điện ảnh và biểu diễn. Ngày 30 tháng 10, Victory Contents công bố nam diễn viên Jung Dong-geun đã chiến thắng trong buổi tuyển chọn công khai The Next trong số 1000 ứng viên.
Vào ngày 25 tháng 8, Sports Seoul đưa tin nữ diễn viên Son Ye-jin đang đàm phán để đóng vai chính trong bộ phim. Một nguồn tin từ công ty quản lý của cô, MS Team Entertainment chia sẻ: "Đó là một trong những dự án mà cô ấy đã nhận được đề nghị và vẫn chưa có gì được quyết định". "Hiện, cô ấy đang thúc đẩy việc tiến vào thị trường Hollywood bằng vai diễn trong bộ phim Hollywood The Cross của Andrew Niccol". Cùng ngày, có thông tin cho rằng Kang Ha-neul được chọn vào vai On Dal, nhưng anh đã từ chối lời đề nghị do xung đột lịch trình vào ngày 21 tháng 9. Ngày hôm sau, công ty quản lý của Kang Ha-neul xác nhận anh sẽ là vai diễn khách mời góp mặt trong bộ phim với vai Tướng quân On Hyeop.
Ngày 5 tháng 10, có thông tin rằng Kim So-hyun đã được chọn và xác nhận là nhân vật chính của bộ phim. Vào ngày 13 tháng 10, có nguồn tin tiết lộ Kim Ji-soo đã nhận được lời đề nghị đóng vai Ondal và đang trong quá trình xem xét. Vào ngày 22 tháng 10, Ji Soo được xác nhận sẽ đóng vai nam chính On Dal, cùng với sự tham gia của Lee Ji-hoon và Choi Yu-hwa. Buổi đọc kịch bản được tổ chức vào ngày 23 tháng 10 năm 2020.
Trước đó, cả Kim So-hyun, Ji Soo và Hwang Young-hee đều đã từng đóng chung trong bộ phim truyền hình Page Turner. Đây là lần hợp tác thứ ba của Kim So Hyun với Hwang Young-hee sau bộ phim Page Turner năm 2016 và Pure Love, cũng là lần hợp tác thứ hai với Jung Eun-pyo kể từ bộ phim Mặt trăng ôm mặt trời vào năm 2012. Kim Hee-jung cũng đã từng hợp tác với Kim So-Hyun trong Bạn là ai: Học đường 2015.

### Quay phim
Vào ngày 23 tháng 11, việc sản xuất phim đã bị trì hoãn do đại dịch COVID-19. Có nguồn tin tiết lộ một diễn viên phụ được xác định là có liên hệ mật thiết với một người nhiễm COVID-19. Mười thành viên đoàn phim tiếp xúc với người này đã tình nguyện trải qua cuộc xét nghiệm COVID-19. Đoàn phim Nghệ thuật săn quỷ và nấu mì của đài OCN do quay cùng địa điểm quay với bộ phim, cũng đã phải hủy họp báo phát sóng. Ngày 24 tháng 11, kết quả xét nghiệm của diễn viên phụ này được xác nhận là dương tính; nhưng tất cả các diễn viên liên quan và thành viên đoàn phim đều có kết quả âm tính, bao gồm cả mười nhân viên có liên hệ chặt chẽ với nam diễn viên phụ này. Để đảm bảo an toàn, ê-kíp sản xuất đã tự cách ly thêm một hoặc hai ngày nữa để quan sát tình hình và tiếp tục khởi quay.

### Tranh cãi
Vào ngày 3 tháng 3, thông tin bạo lực học đường xung quanh nam diễn viên Kim Ji-soo lan truyền trên mạng. Thông qua lá thư viết tay, Kim Ji-soo thừa nhận tin đồn bắt nạt học đường và xin lỗi những người đã bị tổn thương bởi hành động trong quá khứ của anh ấy và những người liên quan đến việc sản xuất bộ phim hiện đang được thực hiện.
Ngày hôm sau, một đại diện của đài KBS đã chia sẻ rằng việc quay phim dự kiến vào ngày 4 tháng 3 đã bị hủy bỏ do tranh cãi về bạo lực học đường của Kim Ji-soo. Vào ngày 5 tháng 3, Kim Ji-soo đã bị loại khỏi vai trò diễn viên của bộ phim. Cuối ngày hôm đó, có thông tin xác nhận rằng Kim Ji-soo đã được thay thế bởi Na In-woo từ tập 7 trở đi.

## Tỷ suất lượt xem
| Mùa | Mùa | Số tập | Số tập | Số tập | Số tập | Số tập | Số tập | Số tập | Số tập | Số tập | Số tập | Số tập | Số tập | Số tập | Số tập | Số tập | Số tập | Số tập | Số tập | Số tập | Số tập | Trung bình |
| Mùa | Mùa | 1      | 2      | 3      | 4      | 5      | 6      | 7      | 8      | 9      | 10     | 11     | 12     | 13     | 14     | 15     | 16     | 17     | 18     | 19     | 20     | Trung bình |
| --- | --- | ------ | ------ | ------ | ------ | ------ | ------ | ------ | ------ | ------ | ------ | ------ | ------ | ------ | ------ | ------ | ------ | ------ | ------ | ------ | ------ | ---------- |
|     | 1   | 1.716  | 1.742  | 1.629  | 1.747  | 1.618  | 1.496  | 1.509  | 1.448  | 1.486  | 1.513  | 1.491  | 1.415  | 1.563  | 1.443  | 1.305  | 1.459  | 1.321  | 1.480  | 1.488  | 1.320  | 1.509      |

| 1                                                                                                 | 1       | 15/02/2021 | 6,5% (16th) | —           |
| 1                                                                                                 | 2       | 15/02/2021 | 9,4% (5th)  | 8,8% (8th)  |
| 2                                                                                                 | 1       | 16/02/2021 | 5,8% (16th) | —           |
| 2                                                                                                 | 2       | 16/02/2021 | 9,7% (7th)  | 8,9% (7th)  |
| 3                                                                                                 | 1       | 22/02/2021 | 6,4% (13th) | 6,3% (13th) |
| 3                                                                                                 | 2       | 22/02/2021 | 9,2% (5th)  | 8,4% (10th) |
| 4                                                                                                 | 1       | 23/02/2021 | 6,3% (14th) | 6,2% (13th) |
| 4                                                                                                 | 2       | 23/02/2021 | 10,0% (6th) | 9,8% (4th)  |
| 5                                                                                                 | 1       | 01/03/2021 | 6,5% (18th) | —           |
| 5                                                                                                 | 2       | 01/03/2021 | 8,8% (6th)  | 7,9% (10th) |
| 6                                                                                                 | 1       | 02/03/2021 | 6,6% (9th)  | 6,3% (14th) |
| 6                                                                                                 | 2       | 02/03/2021 | 9,2% (6th)  | 8,6% (6th)  |
| 7                                                                                                 | 1       | 08/03/2021 | 6,7% (12th) | 6,3% (15th) |
| 7                                                                                                 | 2       | 08/03/2021 | 8,7% (6th)  | 8,2% (6th)  |
| 8                                                                                                 | 1       | 09/03/2021 | 6,1% (14th) | 5,8% (15th) |
| 8                                                                                                 | 2       | 09/03/2021 | 8,3% (6th)  | 7,3% (6th)  |
| 9                                                                                                 | 1       | 15/03/2021 | 6,6% (13th) | 6,1% (15th) |
| 9                                                                                                 | 2       | 15/03/2021 | 8,4% (6th)  | 7,8% (7th)  |
| 10                                                                                                | 1       | 16/03/2021 | 7,2% (8th)  | 7,0% (9th)  |
| 10                                                                                                | 2       | 16/03/2021 | 9,1% (5th)  | 9,0% (4th)  |
| 11                                                                                                | 1       | 22/03/2021 | 7,3% (12th) | 6,6% (12th) |
| 11                                                                                                | 2       | 22/03/2021 | 8,7% (6th)  | 7,6% (9th)  |
| 12                                                                                                | 1       | 23/03/2021 | 6,8% (12th) | 6,1% (14th) |
| 12                                                                                                | 2       | 23/03/2021 | 8,1% (6th)  | 7,1% (8th)  |
| 13                                                                                                | 1       | 29/03/2021 | 6,8% (12th) | 5,9% (18th) |
| 13                                                                                                | 2       | 29/03/2021 | 8,7% (5th)  | 7,4% (9th)  |
| 14                                                                                                | 1       | 30/03/2021 | 6,4% (13th) | 5,7% (13th) |
| 14                                                                                                | 2       | 30/03/2021 | 8,4% (5th)  | 7,6% (5th)  |
| 15                                                                                                | 1       | 05/04/2021 | 6,7% (9th)  | 6,2% (10th) |
| 15                                                                                                | 2       | 05/04/2021 | 7,8% (6th)  | 7,2% (6th)  |
| 16                                                                                                | 1       | 06/04/2021 | 6,0% (12th) | 5,1% (18th) |
| 16                                                                                                | 2       | 06/04/2021 | 7,8% (6th)  | 6,5% (6th)  |
| 17                                                                                                | 1       | 12/04/2021 | 6,7% (14th) | —           |
| 17                                                                                                | 2       | 12/04/2021 | 8,4% (7th)  | 6,7% (12th) |
| 18                                                                                                | 1       | 13/04/2021 | 6,6% (11th) | 5,7% (13th) |
| 18                                                                                                | 2       | 13/04/2021 | 8,4% (6th)  | 7,5% (6th)  |
| 19                                                                                                | 1       | 19/04/2021 | 6,8% (10th) | 5,7% (15th) |
| 19                                                                                                | 2       | 19/04/2021 | 8,3% (5th)  | 6,9% (8th)  |
| 20                                                                                                | 1       | 20/04/2021 | 6,8% (9th)  | 5,6% (16th) |
| 20                                                                                                | 2       | 20/04/2021 | 8,3% (6th)  | 7,3% (6th)  |
| Average                                                                                           | Average | Average    | 7,6%        | —           |
| - Số màu xanh biểu thị tỷ suất người xem thấp nhất số màu đỏ biểu thị tỷ suất người xem cao nhất. |         |            |             |             |

## Quảng bá
Một video quảng bá đặc biệt dài 40 giây đã được chiếu tại Lễ trao giải Phim truyền hình KBS 2020 vào ngày 31 tháng 12 năm 2020. Video đặc biệt thứ 2 được đăng tải vào ngày 8 tháng 1 năm 2021. Áp phích quảng đầu tiên được công bố vào ngày 14 tháng 1 mô tả Công chúa Pyeong Gang đang cưỡi trên một con ngựa với hình bóng khuôn mặt của On Dal lơ lửng trên bầu trời phía trên. Hàm ý bức ảnh thể hiện quyết tâm mạnh mẽ của Pyeong Gang trong việc khôi phục và lãnh đạo Cao Câu Ly cũng như tình yêu mãnh liệt của On Dal dành cho Pyeong Gang. Dòng chữ trên áp phích đề: "On Dal, vị tướng quân biến tình yêu thành lịch sử. Công chúa Pyeong Gang, với cô Cao Câu Ly là tất cả".